# Pont-à-Celles

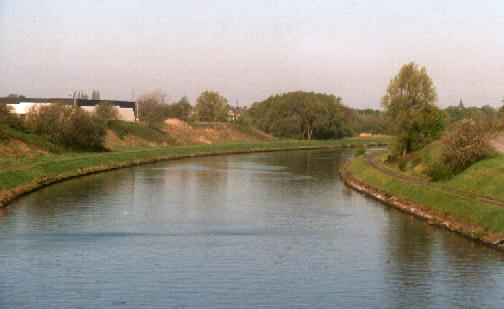
Canal Charleroi-Bruselas en Luttre Fuente, 2001.

Pont-à-Celles (en valón Pont-a-Cele) es una comuna francófona de Bélgica situada en Valonia en la provincia de Henao, en el distrito de Charleroi.

## Geografía

### Secciones del municipio
El municipio comprende los antiguos municipios, que se fusionaron en 1977:
| - A - Buzet - Obaix - Thiméon - Viesville - Liberchies - Luttre |

## Demografía

### Evolución
Todos los datos históricos relativos al actual municipio, el siguiente gráfico refleja su evolución demográfica, incluyendo municipios después de efectuada la fusión el 1 de enero de 1977.
| Gráfica de evolución demográfica de Pont-à-Celles entre 1846 y 2019 |
|                                                                     |